# 牛作涛
牛作涛（1980年10月24日—2011年10月19日），中国山东单县人。2011年10月19日，晚8时50分许，牛作涛和同伴路过广州市二沙岛晴波路东段时，遇一女性跳江轻生，他跳入江中施救时不幸遇难。10月22日，广州市见义勇为基金会确定牛作涛的英勇事迹属于见义勇为；10月25日，山东省追授牛作涛为第三届全省道德模范；11月1日，被追认为烈士。

## 高规格善后
广州市相关政府部门和单位已经成立治丧委员会。11月2日，追悼会由广州市见义勇为基金会组织，由广州市民政局副局长张启强主持。广东和山东地方政要出席其追悼会，中共广州市委秘书长陈如桂，广州军区空军副参谋长陈克伟，广州市副市长陈国，广东省综治办副主任张庆宏，广州市委政法委副书记钟健平，以及菏泽市委常委、单县县委书记王永江等领导，广东省、广州市及越秀区有关部门、社会各界代表出席。

### “不让英雄流泪”
- 10月22日，广州市委副书记、纪委书记苏志佳为牛作涛家属颁发了见义勇为证书和30万元慰问金，并承诺，牛作涛妻女如果愿意，可帮助解决她们来广州工作和上学。此外，越秀区政府也送上了5万元慰问金。11月1日，牛作涛被追认为烈士。所享受的待遇包括：一次性烈士褒扬金和一次性烈士抚恤金，总计接近100万元。此外，烈士家属牛作涛妻子和女儿迁居广州后，可以享有定期抚恤金，广州市标准每人每月1287元[3]。
- 10月27日，菏泽市委书记赵润田代表市委市政府向牛作涛的家属发放10万元慰问金。为保证英雄身后年迈母亲的养老问题，单县政府已出资为牛作涛母亲周翠英办理了养老保险和医疗保险，从2011年11月起，周翠英每月可领取养老金800元。此外，单县民政部门为英雄母亲申请低保[4]。